# مراد مامادوف
مراد مامادوف (مواليد 12 أغسطس 1995) هو لاعب مصارعة يونانية رومانية أذربيجاني، حصل على الميدالية البرونزية في وزن 60 كج في بطولة العالم 2021.

## وصلات خارجية
- مراد مامادوف على موقع قاعدة بيانات المصارعة الدولية (الإنجليزية)
- مراد مامادوف على موقع اللجنة الأولمبية الدولية (الإنجليزية)
- مراد مامادوف على موقع اللجنة الأولمبية الأذربيجانية (الأذربيجانية)